# Anageneze

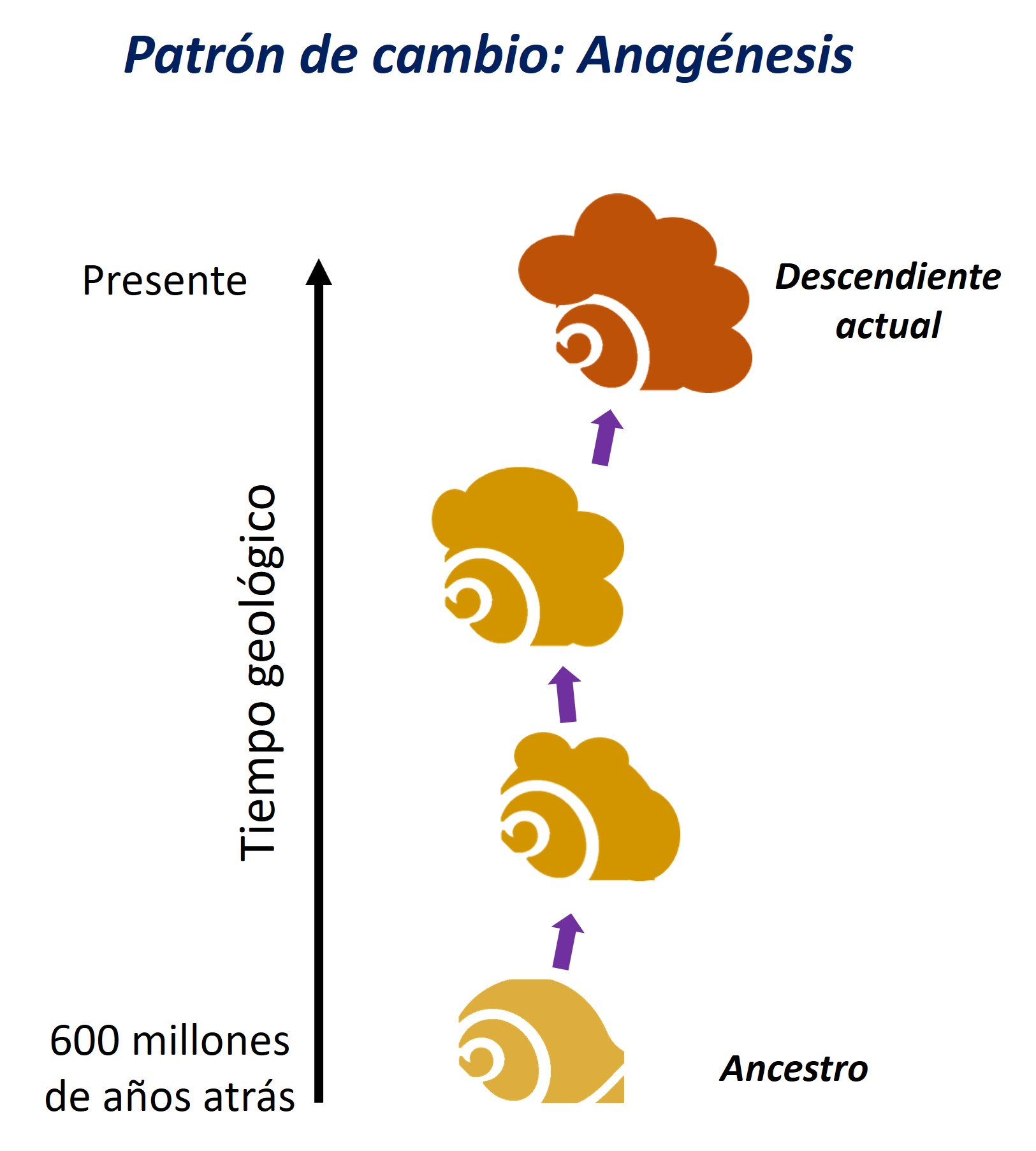
Jednoduché schéma anageneze

Anageneze označuje v evoluční biologii a fylogenetice takový proces fylogeneze, během něhož dochází k hromadění fenotypových změn v rámci jedné vývojové linie. Starší, užší význam pojmu anageneze byl používán rovněž k označení takových evolučních změn, jež svým hromaděním progresivně vylepšují určitou strukturu či její funkci.
Anageneze se svou povahou odlišuje od kladogeneze, jež nejčastěji označuje štěpení jedné mateřské vývojové linie (druhu) organismů na dvě vývojové linie dceřiné. Platí však, že oba procesy bývají ve většině případů vzájemně provázány; dceřiné druhy vzniklé kladogenezí se většinou díky anagenetickým změnám stále více fenotypicky odlišují, tedy podléhají divergentní evoluci.
Navzdory tomu se však v průběhu generací může i u jediné vývojové linie organismů nahromadit takové množství změn, že lze výslednou novou formu považovat za samostatný druh vzniknuvší procesem anageneze. Tento spíše teoretický fenomén nese především v paleontologii pojmenování fyletická speciace. Příkladem je například evoluce amerických bizonů: obří druh pleistocenního bizona, bizon širokočelý (Bison latifrons), se vlivem klimatických změn vyvinul do menší formy Bison antiquus, žijící před asi 20 000 až 10 000 lety, jež dala později vzniknout moderním bizonům americkým (Bison bison).